# Fiskelössjön
Fiskelössjön är en sjö i Tanums kommun i Bohuslän och ingår i Enningdalsälvens huvudavrinningsområde. Sjön är 9,5 meter djup, har en yta på 0,194 kvadratkilometer och är belägen 125,7 meter över havet. Fisklössjön ligger i Bredmossarna med Fiskelössjön Natura 2000-område. Vid provfiske har abborre och gädda fångats i sjön.

## Delavrinningsområde
Fiskelössjön ingår i det delavrinningsområde (653507-125467) som SMHI kallar för Utloppet av Norra Bullaresjön. Medelhöjden är 86 meter över havet och ytan är 30,04 kvadratkilometer. Räknas de 38 avrinningsområdena uppströms in blir den ackumulerade arean 623,33 kvadratkilometer. Avrinningsområdets utflöde Enningdalsälven (Nordaneälven) mynnar i havet. Avrinningsområdet består mestadels av skog (62 procent). Avrinningsområdet har 7,08 kvadratkilometer vattenytor vilket ger det en sjöprocent på 23,5 procent.